# Annie (téléfilm, 1999)
Pour les articles homonymes, voir Annie.
Pour plus de détails, voir Fiche technique et Distribution.
Annie (1999) est un téléfilm musical produit par Walt Disney Television et réalisé par Rob Marshall. Il est adapté de la comédie musicale éponyme de Thomas Meehan, Charles Strouse et Martin Charnin (1977), elle-même inspirée du comic-strip Little Orphan Annie de Harold Gray (1924).

## Synopsis
Annie est orpheline, dans un orphelinat dirigé par Miss Hannigan, une femme qui déteste les enfants. Un jour, Annie est invitée par Olivier WarBucks, un milliardaire, pour passer le réveillon de Noël. Celui-ci est d'abord effrayé de recevoir une enfant, mais a rapidement de l'affection pour elle et désire l'adopter. Mais Annie rêve toujours de retrouver ses véritables parents dont elle ignore le décès dans un incendie, des années plus tôt. Un couple de petits truands, Rooster et Lily, intrigués par une promesse de récompense (plusieurs sommes d'argent seront versées à ceux qui retrouveront les parents d'Annie) et aidés par Miss Hannigan, la sœur de Rooster, se font passer pour ses parents afin de toucher l'offre.

## Fiche technique
Sauf mention contraire, cette fiche technique est établie à partir d'IMDb.
- Titre original : Annie
- Réalisation : Rob Marshall
- Scénario : Irene Mecchi, d'après le livret du musical éponyme de Thomas Meehan
- Décors : Archie D'Amico
- Costumes : Shay Cunliffe
- Photographie : John Whitman
- Montage : Scott Vickrey
- Musique : Charles Strouse (paroles Martin Charnin)
- Production : John Whitman
- Société de production : Columbia TriStar Television - Walt Disney Television
- Société de distribution : ABC - Walt Disney Home Entertainment - Buena Vista Home Entertainment
- Pays d'origine :  États-Unis
- Langue : anglais
- Format : couleur - 1.33 : 1 - 35 mm - Son Dolby Digital
- Genre : comédie musicale
- Durée : 90 minutes
- Dates de premières diffusions :
  -  États-Unis : 7 novembre 1999
  -  France : 31 décembre 2001

## Distribution
- Alicia Morton (VF : Priscilla Betti) : Annie
- Kathy Bates (VF : Denise Metmer (dialogues) - Élisabeth Wiener (chant)) : Miss Hannigan
- Alan Cumming (VF : Jacques Verzier) : Daniel Francis « Rooster » Hannigan
- Audra McDonald (VF : Barbara Beretta (dialogues) - Fabienne Guyon (chant)) : Miss Grace Farrell
- Kristin Chenoweth (VF : Marie-Charlotte Leclaire) : Lily St. Regis
- Victor Garber (VF : Bernard Alane) : Oliver « Daddy » Warbucks
- Sarah Hyland (VF : Laura Luca) : Molly
- Nanea Miyata (VF : Fanny Crawford) : July
- Lalaine (VF : Kelly Marot) : Kate
- Danielle Wilson (VF : Camille Gomez-Vaez) : Duffy
- Erin Adams (VF : Laura Guionnière) Tessie
- Marissa Rago (VF : Camille Donda (dialogues) - Lucie Bernardoni (chant)) : Pepper
- Andrea McArdle (VF : Marie Galey) : Chanteuse de Broadway
- Ernie Sabella (VF : Michel Mella) : M. Bundles

## Chansons
Les chansons du films sont écrites par Charles Strouse (musique) et Martin Charnin (paroles). Elles sont toutes issues de la comédie musicale originale de 1977. 
- Mais oui (Maybe) - Annie
- C'est une vraie vie de chien (It's The Hard-Knock Life) - Annie et les orphelines
- C'est une vraie vie de chien (It's The Hard-Knock Life) (reprise) - les orphelines
- Demain tôt (Tomorrow) - Annie
- Petites filles (Little Girls) - Miss Hannigan
- Je sens qu'ici je vais me plaire (I Think I'm Gonna Like It Here) - Grace, Annie et les employés de Warbucks
- New York Ville (NYC) - Warbucks, Grace, Annie et la chanteuse de Broadway
- New York Ville (NYC) (reprise) - Warbucks
- Septième Ciel (Easy Street) - Rooster, Miss Hannigan et Lily
- Mais oui (Maybe) (reprise 1) - Annie
- Tu ne seras jamais sapé sans un sourire (You're Never Fully Dressed Without A Smile) - Bert Healy, à la radio
- Tu ne seras jamais sapé sans un sourire (You're Never Fully Dressed Without A Smile) (reprise) - les orphelines
- Septième Ciel (Easy Street) (reprise) - Rooster, Miss Hannigan et Lily
- L'homme seul (Something Was Missing) - Warbucks
- Je ne veux rien d'autre que vous (I Don't Need Anything But You) - Warbucks et Annie
- Mais oui (Maybe) (reprise 2) - Grace
- Demain tôt (Tomorrow) (reprise) - Grace
- Petites filles (Little Girls) (reprise) - Miss Hannigan
- Je ne veux rien d'autre que vous (I Don't Need Anything But You) (reprise) - Warbucks, Grace et Annie

## Commentaires
Ce film a été réalisé à destination du circuit télévision/vidéo, il n'est pas sorti au cinéma.
Ce film n'est pas la première adaptation filmée de la comédie musicale Annie. En 1982, le légendaire John Huston en avait tiré un film à grand spectacle, sa seule comédie musicale d'ailleurs, qui avait été qualifié à l'époque — assez injustement — de film alimentaire (voir Annie (film, 1982)). Il est difficile de ne pas comparer ces deux adaptations. Ce Annie Disney a quelques vraies qualités. Tout d'abord, il réunit de grands noms du théâtre américain, et puis les chansons sont très bien enregistrées (mais contrairement au cas de la première adaptation, ce ne sont pas toujours les acteurs qui chantent). Cette adaptation contient par ailleurs la chanson NYC que John Huston avait remplacée par Let's go to the movies.

En revanche, alors que le Annie de 1982 conservait la noirceur et l'ironie de la comédie musicale d'origine, cette adaptation-là tire vers une grande mièvrerie. Les aspects infects du personnage de Oliver Warbucks sont escamotés et le rapport au New Deal de Roosevelt oublié. Par ailleurs, le scénario est simplifié, la chorégraphie assez pauvre et la distribution très réduite : l'orphelinat de Miss Hannigan semble par exemple bien trop spacieux et luxueux pour les cinq petites filles qui y vivent, tandis que le "palais" de Warbucks est un peu mesquin.
Le doublage de la voix française est assuré par Priscilla Betti.